# 公安部隊 (コスタリカ)

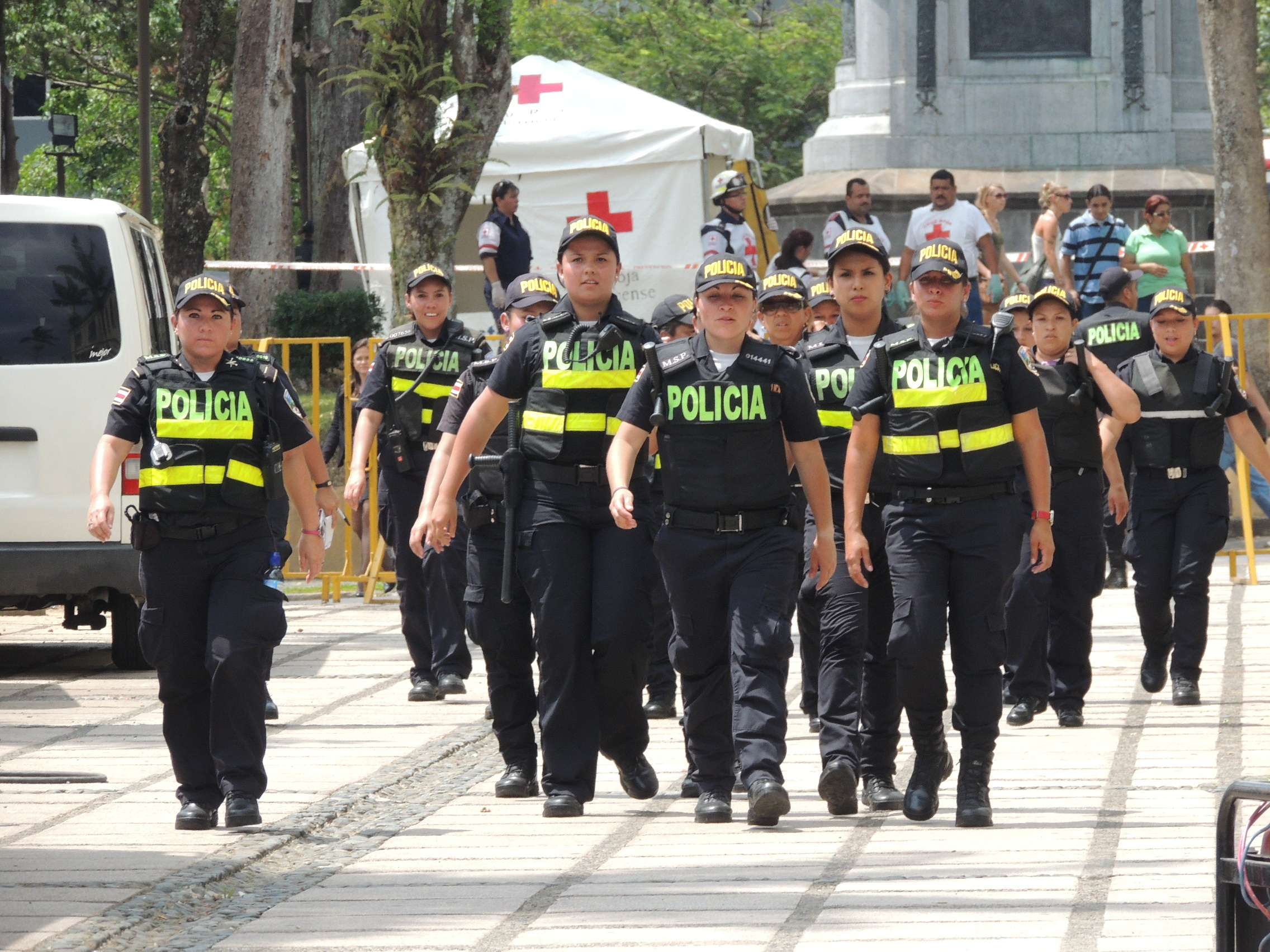
立法議会警備にあたる警察部隊

公安部隊（スペイン語: Fuerza Pública）は、コスタリカの法執行機関。
準軍事組織としての性格もあり、憲法で常備軍が禁止されている代わりに「国の自主性を守る」という任務が付与されている。

## 概要
公安省の管理下で警邏・警備警察における集団警備力を担う組織であり、1994年から1996年にかけて、既存の治安警備隊（Guardia Civil）、地方支援警備隊（Guardia de Asistencia Rural）、外勤警察（Policía de Proximidad）および国境警備隊（Guardia de Fronteras）を順次に統合再編して編成された。憲法で常備軍が禁止されていることから、「国の自主性を守る」「公安・秩序を守る」「住民の安全を守る」という3つの役割が付与されている。
公安現役部隊担当副大臣（Viceministerio Unidades Regulares de la Fuerza Pública）の指揮下にある。内部部局として警務局（Dirección de Operaciones）、特殊部隊局（Dirección de Unidades Especializadas）、法務支援局（Dirección Policial de Apoyo Legal）、地域局（Direcciones Regionales）、行旅保安局（Dirección de Seguridad Turística）、防犯企画局（Dirección de Programas Policiales Preventivos）が設置されている。また地方支分部局として11個の州部局、その下部組織として93個の警察署が設置されている。合計で12,600名の人員を擁するが、国際戦略研究所では、このうち9,000名を準軍事的要員として数えている。これらの準軍事的要員は、国内の治安維持や麻薬戦争、犯罪対策だけでなく、地域の平和維持活動にも投入されている。
特殊部隊として、特殊部隊局には警察介入部隊（Unidad de Intervención Policial, UIP）および特殊支援部隊（Unidad Especial de Apoyo, UEA）が設置されている。なお、その他の法執行機関でも、大統領府には特殊介入部隊（Unidad Especial de Intervención, UEI）、司法捜査局（OIJ）には戦術対応部隊（Servicio de Respuesta Táctica, SERT）が設置されている。これらの特殊部隊は、アメリカ合衆国など域外からの軍事訓練を受けているが、このようにアメリカ軍特殊部隊からの訓練を受けていることについては、コスタリカ国内でも批判を受けることもある。またアメリカ陸軍米州学校に入校している警察官もおり、2007年までに合計で約2,600人の警察官を派遣してきた。ただし同国が派遣したコブラ部隊を含めて、同校の卒業生には人権侵害などの問題が多く指摘されており、同年で派遣を打ち切ることが決定された。
上記の通りに複数の組織を統合して編成されたこともあり、小火器は極めて多彩である。常備軍廃止直後、アメリカ合衆国からM1911A1拳銃およびスミス&ウェッソン .38口径拳銃、M3サブマシンガン、M1カービン、M1小銃およびブローニングM1919重機関銃が供与された。またその後、様々なルートから、H&K MP5、M16A1、65式歩槍、IMI ガリル、FN FAL、スプリングフィールドM14、ドラグノフ狙撃銃、M203 グレネードランチャー、M60機関銃が入手された。重火器として、少数の60mmおよび81mm迫撃砲を保有する。サンディニスタによる航空攻撃に対処するため20mm対空砲を保有していたが、これは2017年現在退役状態にある。またM3装甲車やM113装甲兵員輸送車、UR-416装甲兵員輸送車も保有していたが、30年来、活動実態が確認されていない。

## 登場作品
- コール オブ デューティ モダン・ウォーフェアII - 公安部隊出身のオペレーターが登場する。